# アントン・ファン・ラッパルト
アントン・ジェラード・アレキサンダー・ファン・ラッパルト（Anthon Gerard Alexander van Rappard、1858年5月14日 - 1892年3月21日）は、オランダの画家、図案家。
ザイスト (Zeist) に生まれ、サントポールト (Santpoort) で没した。ローレンス・アルマ＝タデマの弟子であったラッパルトは、4年間にわたってフィンセント・ファン・ゴッホの友人、助言者となり、ゴッホはラッパルトに一目を置き、何よりもラッパルトの社会への関わり方を高く評価した。

## 生涯
RKD（オランダ美術史研究所：Rijksbureau voor Kunsthistorische Documentatie）によると、ラッパルトはパリ、ブリュッセル、アムステルダム、テルスヘリングで働いた後、サントポールトへ移り住んだ。ラッパルトは王立美術アカデミー (Rijksakademie) に学び、ユトレヒトの「クンストリーフデ (Kunstliefde)」と「クリング (Kring)」、アムステルダムの「アルティ・エト・アミキティアエ (Arti et Amicitiae)」といったグループに参加していた。1881年から1885年にかけてゴッホからラッパルトに宛てられた手紙は、ゴッホの伝記や業績に関する重要な典拠となっている。今日では、短命だったラッパルトの作品は数が少ないこともあり、油絵作品には高い値段が付けられている。

## 作品

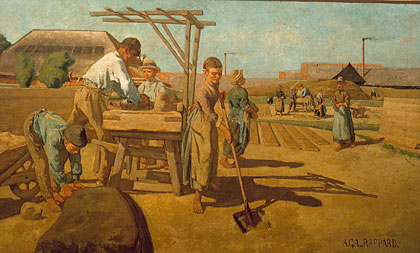
「煉瓦工場の労働者たち (Arbeiders op de steenbakkerij Ruimzicht)」
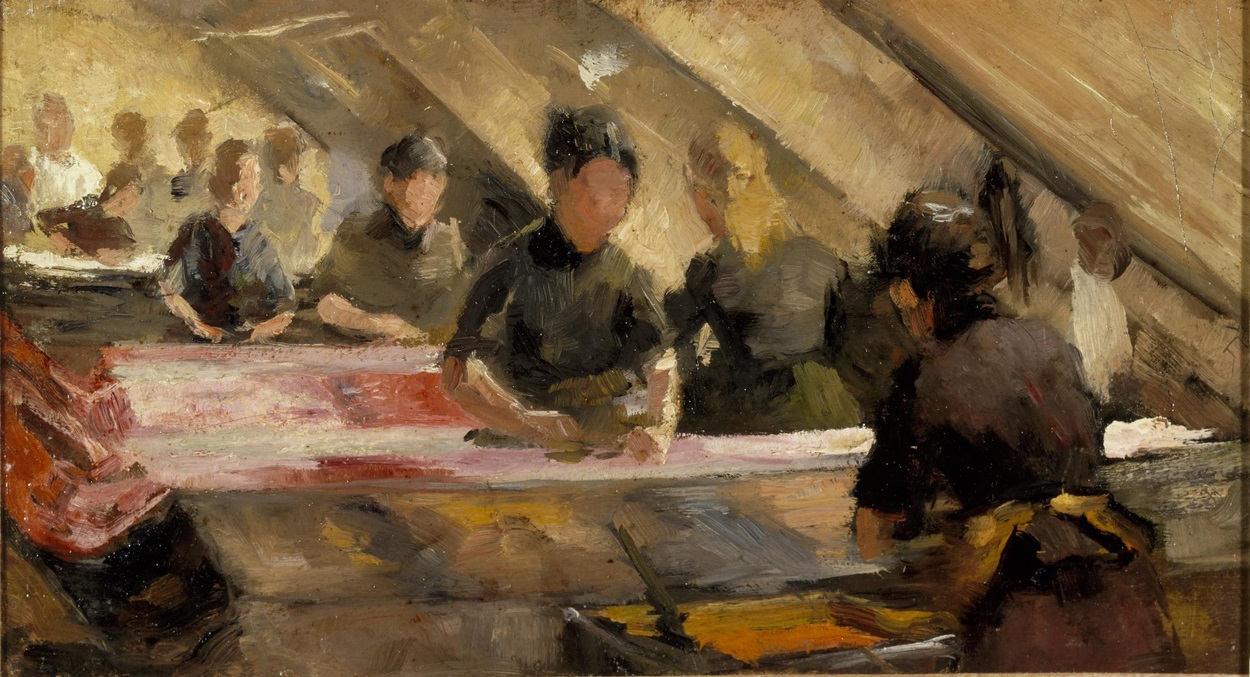
綿布工場の労働者
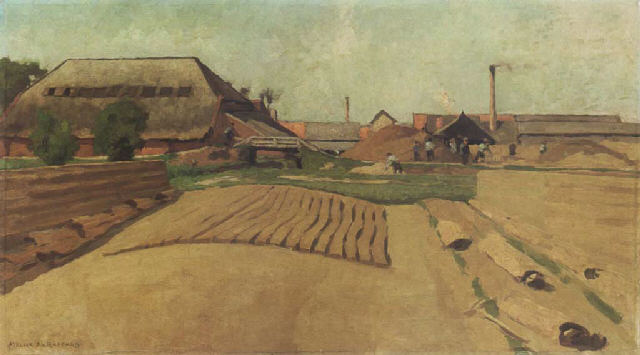
風景画